# Тяжёлые крейсера типа «Дойчланд»
Тяжёлые крейсера типа «Дойчланд» — тип тяжёлых крейсеров Кригсмарине времён Второй мировой войны.
Всего было построено три единицы: «Дойчланд» (Deutschland), «Адмирал Шеер» (Admiral Scheer) и «Адмирал граф Шпее» (Admiral Graf Spee). В довоенном германском флоте числились броненосцами (Panzerschiffe). С 25 января 1940 года переклассифицированы в тяжёлые крейсера. В военно-морской литературе широко распространён термин «Карманный линкор» (Pocket battleship) — ироническая классификация кораблей, придуманная британской прессой 1930-х годов.

## Проектирование

### Выбор концепции
Первая мировая война закончилась для германского флота катастрофически — он практически перестал существовать. Закрепить это положение были призваны ограничительные статьи Версальского договора. В частности, немцам оставляли 6 старых броненосцев, заменить которые разрешалось лишь после 20 лет службы на корабли водоизмещением не более 10 тыс. длинных тонн и с артиллерией, не превышающей калибра 11 дюймов (280 мм). Считалось, что эти условия низведут будущий германский флот до региональной силы, значимой лишь на Балтике.
Достаточно скоро в условиях договора обнаружилось два слабых места. Во-первых, победители перестарались, оставив немцам только весьма старые броненосцы 1902—1906 годов постройки. Вследствие этого Германская республика могла начать замену крупных кораблей уже с 1922 года.
Во-вторых, вмешалось обстоятельство, которое участники Версальской конференции предвидеть не могли. Вашингтонский договор 1922 года фактически заморозил строительство линкоров, а иные артиллерийские корабли ограничил водоизмещением 10 000 тонн и калибром артиллерии 203 мм.

В результате побеждённые получили редкую возможность создавать свои боевые единицы в условиях менее жёстких ограничений, чем сами победители. Более того, если бы немцам удалось создать проект, угрожающий существующему равновесию сил, бывшим союзникам пришлось бы тратить драгоценный линкорный тоннаж на то, чтобы парировать такой выпад.
К проектированию новых кораблей, предназначенных для замены броненосцев, немецкие конструкторы приступили в начале 1920-х годов. Было разработано множество проектов, сводившихся к двум вариантам. Первый из них фактически являлся броненосцем береговой обороны — неплохо вооружённым, обладающим мощной броневой защитой и повышенной живучестью, но маломореходным, с ограниченной автономностью. Второй представлял собой «вашингтонский крейсер», имевший, в сравнении с зарубежными тяжёлыми крейсерами первого поколения, весьма неплохие характеристики.
Однако после рассмотрения оба варианта проектов были отвергнуты. Не желая ограничиваться действиями исключительно у собственных берегов, командование флота не считало нужным тратить ограниченный тоннаж на корабли береговой обороны. Крейсер был отвергнут потому, что такие корабли имелись и у других стран, к тому же в заметно больших количествах. Немецким адмиралам хотелось получить нечто такое, с чем вероятный противник будет вынужден считаться всерьёз.
Новый толчок разработке проекта дал приход в 1924 году на пост командующего рейхсмарине адмирала Ценкера. Он выдвинул идею подобрать характеристики будущего корабля таким образом, чтобы тот легко уходил от 20—23-узловых линкоров и при этом уверенно брал верх в бою со стандартным тяжёлым крейсером, а при острой необходимости мог вступать в бой с более серьёзным противником[каким?].

### Проект океанского рейдера
Первоначальный проект, известный под шифром «A», был подготовлен в 1926 году. Следует заметить, что по ряду характеристик он был существенно лучше реально построенных кораблей. В частности, крейсер получил протяжённый и высокий полубак с сильно наклонённым форштевнем, что сулило хорошую мореходность. Второй калибр был представлен 8 универсальными орудиями калибра 120—127-мм, причём очень удачно размещёнными — на каждый борт могло стрелять 6 из них. Толщина броневого пояса составляла 100 мм. К огорчению командования рейхсмарине, водоизмещение корабля существенно превысило установленным Версальским договором лимит в 10 тыс. тонн. Поскольку тогдашнее международное положение Веймарской республики не позволяло открыто нарушать версальские ограничения, проект корабля пришлось переработать в сторону облегчения с соответствующим ослаблением броневой защиты.
Первой жертвой переработки стал корпус, существенно срезанный по высоте. Толщину броневого пояса сократили до 60 мм. И наконец, по настоянию адмиралов, на корабль вернули противоминоносный калибр — батарею 150-мм орудий, что привело к замене универсальной батареи на устаревшие 88-мм зенитные пушки времён Первой мировой.
Окончательно проект был утверждён 11 апреля 1928 года, но из-за внутриполитических сложностей возникли проблемы с финансированием. В преддверии очередных выборов левые партии развернули настоящую пропагандистскую кампанию под лозунгом: «Еда для детей, а не броненосцы!». Тем не менее, с небольшим перевесом голосов рейхстаг выделил необходимые средства на уже заложенный корабль.
Происхождение достаточно странной классификации кораблей носило чисто политический характер: поскольку в германском флоте броненосцы (Panzerschiff) стояли ниже линкоров (Linienschiff), то немцы пытались создать впечатление, что они развивают класс, разрешённый им Версальским договором.

### Международная реакция
Ещё до спуска на воду «Дойчланд» вызвал бурную реакцию в военно-морских кругах всего мира. Необыкновенное сочетание характеристик, не подходивших под международные стандарты, привело к попыткам придумать для корабля некий новый термин. В этом отношении преуспела британская пресса, которой принадлежит название «карманный линкор». Сами немецкие моряки, не воспринимая всерьёз официальное название корабля, окрестили его Schlachtschiff-Verschnitt — «линкор-обрез». Однако серьёзных военно-морских экспертов гораздо больше занимали предназначение и боевые возможности корабля. На этот счёт высказывались самые разнообразные мнения, но никто не верил в официальное объяснение командования рейхсмарине, утверждавшего, что задачей новых боевых единиц будет сопровождение войсковых конвоев на Балтике.
По мнению британского журнала The Naval and Military Record от 9 августа 1934 года:

Deutschland построен без ясной целеустановки и является попыткой вместить возможно наибольшее вооружение и скорость в версальские нормы водоизмещения.
Однако такая точка зрения была исключением и, как правило, среди специалистов германский проект котировался, наоборот, очень высоко. Например, американский журнал Naval Engineering Journal от 23 июня 1933 года отмечал:

Короче говоря, перед нами корабль водоизмещением 10 000 т. Это не линкор и не крейсер, а попросту «бронированный» корабль. Несомненно, пока это наилучшее определение класса. Вооружён он как линкор, обладает скоростью хода как крейсер, но всё же это и не то, и не другое. Вот ответ Германии на Вашингтонские ограничения, и трудно придумать что-то более эффективное. Ни в одной стране мира не заложен корабль с такими характеристиками, как у «Дойчланда»...
Без преувеличений можно сказать, что создание «Дойчланд» и однотипных кораблей полностью меняет привычную стратегию и тактику войны на море, равно как и многие взгляды на кораблестроение.

В ответ на появление у немцев «карманных линкоров» другие морские державы очень скоро предприняли попытки создать корабли, способные бороться с ними. Уже в декабре 1932 года, ещё до того, как «Дойчланд» вошёл в строй, обеспокоенные французы заложили первый линейный крейсер типа «Дюнкерк» (Dunkerque) — корабль, превосходивший немецкий проект во всех отношениях, но водоизмещением в 2,5 раза больше, намного более дорогой и ограниченный в серийном строительстве Вашингтонским договором. Таким образом, новые корабли рейхсмарине начали создавать серьезные проблемы вероятным противникам Германии ещё до начала войны.

### Дальнейшее развитие проекта
После прихода Гитлера к власти германские кораблестроители начали откровенно пренебрегать Версальскими ограничениями. В связи с этим проект был существенно доработан в плане резкого усиления бронирования и перехода на паротурбинную силовую установку. Конструкторы рассчитывали устранить несбалансированность первоначального проекта и обеспечить надёжную защиту от 203-мм снарядов зарубежных тяжёлых крейсеров. Это привело к резкому росту водоизмещения.
В 1933 году был выдан заказ на корабли усовершенствованного типа под шифрами D и E. Оба были заложены в один день 14 февраля 1934 года в Вильгельмсхафене и Киле, но уже 5 июля того же года их постройка была прекращена — нацистское руководство желало получить ещё более мощные корабли. В результате заготовленные материалы были использованы для строительства линкоров «Шарнхорст» и «Гнейзенау».
Тактико-технические данные кораблей  D и E должны были быть следующими: водоизмещение — 20 тыс. тонн (стандартное), длина 230 м, ширина — 25,5 м, скорость 29 узлов. Вооружение: 6 — 283-мм, 8 — 150-мм, 8 — 105-мм орудий. Бронирование: борт — 220 мм, палуба — 70-80 мм, рубка — 300 мм.

## Конструкция

### Корпус и архитектура
Конструкция корпуса «карманных линкоров» значительно отличалась от немецких же лёгких крейсеров, знаменитых своей хлипкостью ."Дойчландам" предстояли длительные океанские рейды, и к обеспечению надёжности подошли очень серьёзно. Хотя при строительстве широко применялась сварка, все ответственные соединения дублировались клёпкой, доля алюминия в конструкции составила лишь 1 %. В результате крейсера не имели никаких проблем с прочностью, на обеспечение которой работали и внутренние броневые переборки.
На «Дойчланде» установили традиционную для германского флота фок-мачту в форме полой трубы, на которой поместили рубку и дальномерный пост. Однако, как показала практика, такая конструкция сильно вибрировала, поэтому на последующих крейсерах её заменили на легко узнаваемую, башенноподобную надстройку.
Противоторпедная защита оказалась слабой. Фактически она сводилась к двойному дну по всей длине кораблей, булям и броневым переборкам толщиной 45 (на головном крейсере) или 40 мм (на остальных).
Несмотря на все усилия конструкторов, мореходность крейсеров была достаточной, но не выдающейся. На полном ходу против волны носовую оконечность заливало водой. Тем не менее, из всех кораблей кригсмарине умеренного размера «дойчланды» имели наилучшие мореходные качества.
Любопытно, что в 1937 году был выдвинут проект модернизации только что вступившего в строй «Адмирала Графа Шпее». За счёт не слишком значительного удлинения и уширения корпуса и увеличения водоизмещения всего на 500 тонн предполагалось при той же силовой установке резко улучшить мореходность и увеличить скорость до 30 узлов. Проект вызвал интерес, но напряжённая международная обстановка не позволила воплотить его в жизнь.

### Вооружение

#### Главный калибр
Козырной картой новых кораблей являлся их главный калибр — 283-мм орудия SK C/28. Разработанные заново, они не имели себе равных среди вооружения кораблей сопоставимого водоизмещения. Длина ствола составляла 52,35 калибра, начальная скорость снаряда 910 м/с, но живучесть была вполне приемлемой. Использовалось три типа снарядов, все весом 300 кг:
- Бронебойный, содержавший 7,84 кг ВВ (2,6 % от массы снаряда);
- Полубронебойный[прим. 3] — 16,94 кг ВВ (5,65 %);
- Фугасный — 23,3 кг ВВ (7,8 %).

Подобное сочетание боеприпасов позволяло эффективно обстреливать самые разнообразные цели. Дальность стрельбы при максимальном угле возвышения 40° достигала 36 475 метров. Боекомплект колебался от 105 до 120 снарядов на орудие. Система заряжания при фиксированном угле 2° позволяла делать до трёх выстрелов в минуту на ствол, но практическая скорострельность не превышала двух. Такие характеристики обеспечивали уверенное поражение всех среднебронированных кораблей и даже самые защищённые тяжёлые крейсера были уязвимы для снарядов «карманных линкоров» на любой дистанции боя.

#### Вспомогательный калибр
Вспомогательный 150-мм калибр был также специально разработан для этих кораблей. Снаряды весом 45,3 кг выпускались со скоростью 875 м/с. Теоретическая скорострельность — 10 в/мин, практическая — 5-7. Сами орудия устанавливались вдоль борта на штыревых станках и прикрывались лишь щитами. Само наличие промежуточного калибра является одной из наиболее критикуемых сторон проекта, но немцы полагали его необходимым, будучи уверенными в слабости калибра 120—127-мм против атакующих эсминцев.

#### Зенитная артиллерия
Тяжёлая зенитная батарея выглядела слабо даже на «Адмирале графе Шпее» с его 105-мм спарками. Лёгкая зенитная артиллерия была недостаточной, хотя её и усилили в ходе войны. 20-мм автоматам не хватало поражающей мощи, а 37-мм автоматам — скорострельности. Главным же пороком лёгкой зенитной батареи была примитивная система управления огнём, когда выбор приоритетных воздушных целей отдавался на откуп расчётам орудий.

### Системы управления огнём и электроника
Система управления огнём главного калибра на «Дойчландах» была по меркам 1930-х годов весьма совершенной, особенно если учесть размеры кораблей и наличие всего двух башен. Она включала в себя три поста управления, имевшие два 10,5-метровых и один 6-метровый дальномеры. Кроме того, каждая башня имела собственный 10,5-метровый дальномер и могла вести огонь самостоятельно. Целеуказание обеспечивалось двумя парами основных и одним резервным директором. Все данные от этих устройств поступали в два командных центра, расположенных под броневой палубой и оснащённых СРП управления огнём.
Свои системы управления огнём имели также вспомогательная и зенитная артиллерия, но на практике они использовались в основном для управления ПВО. Сами тяжёлые зенитные установки были оснащены 4-метровыми дальномерами, а управление огнём обеспечивали два стабилизированных директора. Что касается зенитных автоматов, то до самого конца войны они наводились вручную, что делало их огонь малоэффективным.
Радиолокатор впервые был установлен на «Дойчланд» в 1937 году и представлял собой экспериментальный образец FuMG-39. К началу войны он был заменён на значительно более совершенный радар FuMo-22. Такую же систему получили и два других корабля. Стоит заметить, что характеристики ранних германских радаров были достаточно скромными. Дальность действия не превышала 7-8 миль, ошибка по углу места достигала 5°. Фактически, FuMo-22 мог обнаруживать только крупные корабли. Вместе с тем, в начале Второй мировой немецкие радары не уступали британским.

### Бронирование
Система бронирования «карманных линкоров» была уникальной, не встречавшейся более ни на одном крейсере мира. Вдобавок каждый из кораблей серии имел свои индивидуальные отличия в системе бронирования и толщине брони.
На «Дойчланде» бронирование корпуса включало в себя броневой пояс толщиной 60 мм, наклонённый под углом 12° (по другим данным 13,5°), внутренние броневые переборки толщиной 40-45 мм, 4 броневых траверза толщиной 30 мм и броневую палубу толщиной 30-45 мм. Таким образом на крейсере была реализована идея разнесённого бронирования, защищавшего от снарядов калибра 120—152-мм, хотя от последних не на всех дистанциях. Хорошую защиту получили башни главного калибра и боевая рубка — толщина брони на ответственных участках достигла 140 мм. Средний калибр был защищён лишь символически — 10-мм щитами. Имелось также противоосколочное бронирование дальномерных постов.
«Адмирал Шеер» получил усиленное бронирование. Больше стала площадь бортового пояса, улучшилась защита кормы и барбетов, нижняя броневая переборка изготовлялась из брони лучшего качества. При этом палубная броня стала тоньше — 20-40 мм на разных участках.
На «Адмирале графе Шпее» вернулись к системе распределения брони, характерной для первого корабля. Броневой пояс стал уже, но толще — 80 мм. Таким образом, с учётом внутренней переборки, толщина вертикальной защиты достигла 120 мм (80+40), что должно было защитить крейсер от 152-мм, а на определённых дистанциях боя даже от 203-мм снарядов. Усилилась также горизонтальная защита, площадь броневой палубы стала больше, а над погребами боеприпасов толщина брони достигала 70 мм. Общий вес бронирования корабля составил 3000 тонн — 25 % стандартного водоизмещения. По мнению германских экспертов, «Адмирал граф Шпее» стал наиболее защищённым кораблём серии и мог выдержать бой с крейсерами противника без существенных повреждений.

### Энергетическая установка
Другой козырной картой «Дойчландов» была уникальная для того времени силовая установка. Впервые на столь крупных кораблях установили дизели в качестве единственного типа двигателя. В 1920-30 годах немцы смело шли на всевозможные эксперименты в попытках добиться преимущества над потенциальным противником, впрочем, не всегда успешно. Не обошлось без проблем и с энергетикой «Дойчландов».
Дизели на всех кораблях были одинаковыми — 8 главных, модели M-9Zu42/58, 9-цилиндровых с максимальной мощностью по 7100 л. с. при 450 об/мин (максимальная продолжительная мощность 6655 л. с.) и 4 вспомогательных, модели M-5Z42/58, 5-цилиндровых с максимальной мощностью 1450 л. с. при 425 об/мин.
Такое решение обеспечивало крейсерам уникальную дальность плавания — 16 300 миль на скорости 18,6 узла по результатам испытаний «Шпее». Максимальная расчётная дальность достигала 20 000 миль — результат, превзойдённый лишь атомными кораблями. Даже на максимальной продолжительной скорости 26 узлов корабли могли пройти 7900 миль — больше, чем многие паротурбинные крейсера экономическим ходом 13—15 узлов.
Вторым важнейшим достоинством дизелей была возможность развить полный ход за считанные минуты. Паротурбинным кораблям для перехода с экономической скорости на максимальную требовалось от 30 минут до часа для поднятия давления пара в котлах. Это давало немцам шанс оторваться от более мощного и быстроходного противника.
Максимальная скорость крейсеров на испытаниях составила 28—28,3 узла. Таким образом, на момент постройки «Дойчланда» из числа более мощных кораблей теоретически его могли догнать только три британских линейных крейсера — «Худ», пара типа «Ринаун» и три японских линейных крейсера типа «Конго» (четвёртый корабль этого типа в то время был учебным с максимальной скоростью 18 узлов). Все остальные, более быстроходные, чем «Дойчланд», корабли серьёзно уступали ему в вооружении (а некоторые ещё и в бронировании).
Хотя первоначально дизели работали нестабильно и потребовали большого объёма доводочных мероприятий (вызванных чрезмерным облегчением двигателей в погоне за экономией веса), со временем их удалось сделать достаточно надёжными. Так, «Адмирал Шеер» в своём первом океанском рейде прошёл за 161 день, практически не останавливаясь, 46 419 миль без единой поломки двигателей.
Однако у дизелей были и свои существенные недостатки. Двигатели, работавшие на полную мощность, вызывали сильную вибрацию корпуса, которая очень мешала артиллеристам и дальномерщикам наблюдать цели и корректировать огонь, а уровень шума был таков, что даже в кают-компании невозможно было разговаривать и офицеры, сидевшие рядом, переписывались между собой. Но достоинства дизелей в целом перекрывали их недостатки и делали «Дойчланды» поистине уникальными рейдерами.

## Служба

### «Дойчланд» («Лютцов»)
Заложен 9 февраля 1928 года, спущен 19 мая 1931 года, вошёл в строй 1 апреля 1933 года. 25 января 1940 года переименован в «Лютцов» (Lützow).
В первой половине 1930-х годов «Дойчланд», как самый современный и мощный корабль германского флота, широко привлекался для показа флага, совершая заграничные визиты. Не обошлось и без немецких высоких гостей — в апреле 1934 года на крейсере побывал Адольф Гитлер. Учения также занимали немало времени и позволили выявить и устранить проблемы с дизелями.
В 1936—37 годах «Дойчланд» действовал в испанских водах, формально наблюдая за соблюдением нейтралитета, а фактически поддерживая франкистов. 29 мая 1937 года его атаковала республиканская авиация. Крейсер получил два попадания 100-кг бомбами с самолета СБ с советскими летчиками, на борту возник пожар, погибло 23 моряка, ещё 73 были ранены.
«Дойчланд» вышел в Атлантику 23 августа 1939 года, ещё до начала Второй мировой войны. Вскоре после открытия военных действий была начата борьба с судоходством Великобритании. Крейсерство оказалось малоудачным — после потопления двух судов общим тоннажем около 7000 брт, 15 ноября 1939 года корабль был вынужден вернуться в Германию из-за проблем с силовой установкой и неисправности бортового гидросамолёта.
В апреле 1940 года «Лютцов» участвовал в захвате Норвегии, действуя против Осло, и 9 апреля получил 3 попадания 150-мм снарядов в ходе дуэли с береговыми батареями. При возвращении домой 11 апреля 1940 года был атакован британской ПЛ «Спирфиш» (англ. Spearfish) и получил торпедное попадание в кормовую часть.
После ремонта 13 июня 1941 года пытался прорваться в Атлантику, но был повреждён торпедой с британского самолёта. После продолжительного ремонта «Лютцов» перешёл в Тронхейм, далее в Нарвик. Выходил в море для атаки конвоя PQ-17, но попал в навигационную аварию. 31 декабря участвовал в Новогоднем бою с британским конвоем, однако не добился никаких успехов вследствие сложных погодных условий. Намечавшееся участие в операции против Шпицбергена в сентябре 1943 года было сорвано неполадками с дизелями.
В конце сентября 1943 года ушёл из Норвегии в Киль. После очередного ремонта числился учебным кораблём, а затем был включён в состав 2-й боевой группы, оказывавшей огневую поддержку частям вермахта в Прибалтике. 16 апреля 1945 года, находясь в Свинемюнде, попал под налёт британских ВВС и получил тяжёлые повреждения. Корабль сел на грунт, но продолжал вести огонь главным калибром. При приближении советских войск был 4 мая 1945 года взорван экипажем.
Советские спасатели подняли «Лютцов», и 26 сентября 1946 года он даже был включён в списки ВМФ СССР, но восстановление основательно разрушенного корабля было признано нецелесообразным. 22 июня 1947 года корпус «Лютцова» был потоплен в ходе учений Балтийского флота.

### «Адмирал Шеер»
Заложен 25 июня 1931 года, спущен 1 апреля 1933 года, вошёл в строй 12 ноября 1934 года.
В 1936—1938 годах совершил ряд походов к берегам Испании. 30 мая 1937 года обстрелял испанский порт Альмерия в отместку за нападение республиканской авиации на «Дойчланд». Эта акция вызвала осуждение всех мировых держав. К началу войны проходил модернизацию и в 1939 году не участвовал в боевых действиях.
К лету 1940 года считался единственным боеспособным кораблём своего типа и был отправлен 28 октября 1940 года в Атлантику. Первый успех был достигнут 5 ноября 1940 года когда «Шеер» атаковал британский конвой НX-84. Потопив прикрывавший его вспомогательный крейсер «Джервис Бэй», немцы затем уничтожили 5 судов из состава конвоя.
В дальнейшем «Адмирал Шеер» действовал в Центральной и Южной Атлантике, атакуя одиночные транспорты. За период с ноября 1940 по январь 1941 потопил ещё 6 британских транспортов. В феврале 1941 года действовал в Индийском океане, где уничтожил ещё три торговых судна. После этого отправился в Германию и прибыл в Киль 1 апреля 1941 года. За время своего крейсерства «Шеер» уничтожил 16 судов противника общей вместимостью 99 059 брт.
Осенью 1941 года действовал на Балтике в составе соединения, предназначенного для перехвата советского Балтийского флота. В феврале 1942 года ушёл в Норвегию, где базировался на Нарвик вместе с «Лютцовом». Из-за недостаточной, по мнению командования кригсмарине, скорости участие карманников в операциях против полярных конвоев было ограничено. В августе 1942 года совершил одиночный поход с целью нарушения советских коммуникаций в Заполярье. 26 августа потопил советский ледокольный пароход «Сибиряков», на следующий день практически безрезультатно обстрелял порт Диксон.
В ноябре 1942 года «Адмирал Шеер» вернулся в Германию на очередной ремонт. Корабль вновь обрёл боеспособность в ноябре 1944 года и привлекался для обстрела береговых целей. 18 марта 1945 года стал на очередной ремонт в Киле и в ночь на 10 апреля подвергся массированному налёту британских ВВС. Получил 5 прямых попаданий крупнокалиберных бомб, перевернулся и затонул прямо у причала.

### «Адмирал граф Шпее»
Заложен 1 октября 1932 года, спущен 30 июня 1934 года, вошёл в строй 6 января 1936 года.
Почти сразу после вступления в строй «Шпее» был привлечён к активной службе. В марте-апреле 1937 года он действовал у берегов Испании, обеспечивая германские интересы. 15 мая того же года «Адмирал граф Шпее» как самый современный корабль кригсмарине представлял Германию на Спидхэдском параде в честь коронации Георга VI. В дальнейшем крейсер совершил ещё ряд заграничных походов, в том числе трижды побывал в испанских водах.
Подготовку к морской войне Германия начала ещё в августе 1939 года. 21 августа «Адмирал граф Шпее» вышел из Вильгельмсхафена и направился в Южную Атлантику. Приказ о начале военных действий был получен только 25 сентября. Первый успех был достигнут 30 сентября. В дальнейшем, в течение октября 1939 года «Шпее» захватил или потопил ещё 4 транспорта в Южной Атлантике. В ноябре крейсер действовал в Индийском океане, но сумел потопить только один транспорт. В том же месяце «Шпее» вернулся в Атлантику и направился к берегам Южной Америки, рассчитывая на богатую добычу.
В декабре 1939 года рейдеру удалось потопить ещё три британских торговых судна. Но утром 13 декабря «Шпее» вышел к устью Ла-Платы, где встретил британское соединение G, включавшее три корабля — тяжёлый крейсер «Эксетер» и лёгкие крейсера «Аякс» и «Ахиллес». В ходе последовавшего боя карманный линкор вывел из строя «Эксетер» и нанёс серьёзные повреждения «Аяксу». Вместе с тем сам «Шпее» получил около 20 попаданий, что привело к значительным, хотя и не к фатальным повреждениям. Но расход боеприпасов превысил 60 %, и пополнить боезапас нигде, кроме Германии, рейдер не мог.
В сложившейся ситуации командир корабля Г. Лангсдорф принял решение войти в порт Монтевидео для исправления повреждений. Лёгкие крейсера британцев следовали за ним не вступая в бой. Уругвайские власти под давлением Великобритании предоставили немцам только 3 дня на исправление повреждений. За это время противнику удалось создать у Лангсдорфа впечатление, что в устье Ла-Платы находится линейный крейсер «Ринаун», бороться с которым «Адмирал граф Шпее» не мог. Реально у устья Ла-Платы британцы имели кроме «Аякса» и «Ахиллеса» только тяжёлый крейсер «Камберленд». После консультаций с Берлином командир принял решение уничтожить корабль. Вечером 17 декабря 1939 года «Шпее» покинул Монтевидео и был взорван командой.

## Оценка проекта
«Карманные линкоры» привлекали к себе внимание экспертов с самого начала их разработки. Построенные вразрез с искусственно сформированными стандартами тяжёлых крейсеров, они явно выделялись среди кораблей этого класса.
К числу очевидных достоинств «Дойчландов» следует отнести, прежде всего, артиллерию главного калибра, дополненную весьма совершенной системой управления огнём. Действительно, любой, даже самый защищённый тяжёлый крейсер других стран, оказывался уязвимым под обстрелом 283-мм орудий немецких рейдеров. В результате, «Дойчланды» представляли страшную опасность для любых кораблей водоизмещением до 22-25 тысяч тонн и на момент постройки имели лишь несколько опасных противников в лице быстроходных линейных крейсеров (прежде всего, крупнейшего и сильнейшего на тот момент в мире корабля «Худ», а также британских же «Ринауна» и «Рипалса» и 3 японских линейных крейсеров).
Ещё одним важным достоинством «карманников» стало применение дизелей. Недостатки, такие как шумность и вибрация, с лихвой перекрывались огромной дальностью плавания, делавшей «Дойчланды» отличными дальними рейдерами.
Все эти плюсы были куплены весьма дорогой ценой. Ограниченное международными договорами водоизмещение, даже при его небольшом негласном превышении, вынудило немцев отойти от своего классического принципа — приоритета защиты над нападением. Бронирование кораблей совершенно не соответствовало наступательной мощи, и даже самый совершенный из этого типа крейсеров, «Адмирал граф Шпее», не был достаточно защищён от огня 203 мм (частично и 152 мм) орудий потенциальных противников.
Вторым явным недостатком проекта стало наличие двух вспомогательных калибров — противоминного и зенитного. В реальности 150-мм орудия оказались не слишком эффективными на дальних дистанциях боя, а сами установки — слишком слабо защищёнными броней. Тяжёлая зенитная артиллерия имелась также в совершенно недостаточном количестве. По мнению некоторых специалистов, было бы предпочтительнее установить универсальный калибр 120—127-мм, как и предполагалось первоначальным проектом.
Следует также добавить, что «Дойчланды» оказались очень дорогими кораблями в самом буквальном смысле слова. В сопоставимых ценах они стоили вдвое дороже, чем британские тяжёлые крейсера типа «Кент».
Точку в развитии «карманных линкоров» поставило начавшееся в 1933-35 годах строительство быстроходных и отлично защищённых линкоров, прежде всего во Франции и Италии, столкновение с которыми оставляло «Дойчландам» мало шансов на успех. В связи с этим Германия была вынуждена отказаться от дальнейшего развития проекта и перейти к постройке гораздо более крупных и сбалансированных кораблей типа «Адмирал Хиппер» (чему способствовало смягчение версальских ограничений).